# 三途川

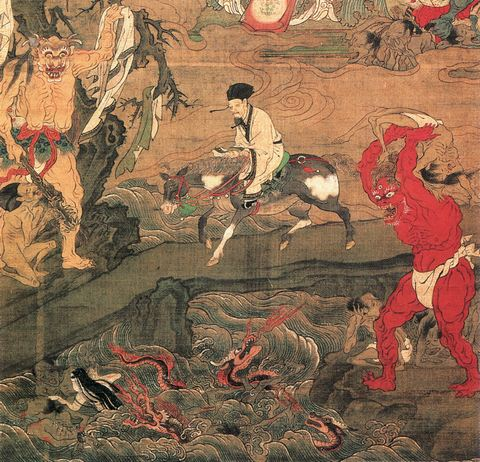
土佐光信画『十王図』にある三途川の画。善人は川の上の橋を渡り、罪人は悪竜の棲む急流に投げ込まれるものとして描かれている。左上には、懸衣翁が亡者から剥ぎ取った衣服を衣領樹にかけて罪の重さを量っている姿が見える。

三途川（さんずのかわ、さんずがわ）は、此岸（現世）と彼岸（あの世）を分ける境目にあるとされる川。三途は仏典に由来し、餓鬼道・畜生道・地獄道を意味する。ただし、彼岸への渡川・渡航はオリエント起源の神話宗教からギリシア神話にまで広く見られるものであり、三途川の伝承には民間信仰が多分に混じっている。

## 伝承の起源
三途川の出典は『金光明経』1の「この経、よく地獄餓鬼畜生の諸河をして焦乾枯渇せしむ」である。この地獄・餓鬼・畜生を三途（三悪道）といい、これが広く三悪道を指して三途川と称する典拠であるといわれる。しかしながら俗に言うところは『地蔵菩薩発心因縁十王経』（略称：地蔵十王経）の「葬頭河曲。於初江辺官聴相連承所渡。前大河。即是葬頭。見渡亡人名奈河津。所渡有三。一山水瀬。二江深淵。三有橋渡」に基づいて行われた十王信仰（閻魔大王は十王のうちの1人）による。
この十王経は中国で成立した経典であり、この経典の日本への渡来は飛鳥時代と思われるが、人々に知られるようになったのは平安時代中期、信仰として広まったのは平安時代の末期とされる。正式には「葬頭河」といい、また「三途の川」・「三途河」（しょうずか、正塚）・「三瀬川」・「渡り川」などとも呼ばれる。
一説には、俗に三途川の名の由来は、初期には「渡河方法に三種類あったため」であるともいわれる。これは善人は金銀七宝で作られた橋を渡り、軽い罪人は山水瀬と呼ばれる浅瀬を渡り、重い罪人は強深瀬あるいは江深淵と呼ばれる難所を渡る、とされていた。

## 伝承

### 懸衣翁・奪衣婆
三途川には十王の配下に位置づけられる懸衣翁・奪衣婆という老夫婦の係員がおり、六文銭を持たない死者が来た場合に渡し賃のかわりに衣類を剥ぎ取ることになっていた。この2人の係員のうち奪衣婆は江戸時代末期に民衆信仰の対象となり、祀るための像や堂が造られたり、地獄絵の一部などに描かれたりした。

### 賽の河原

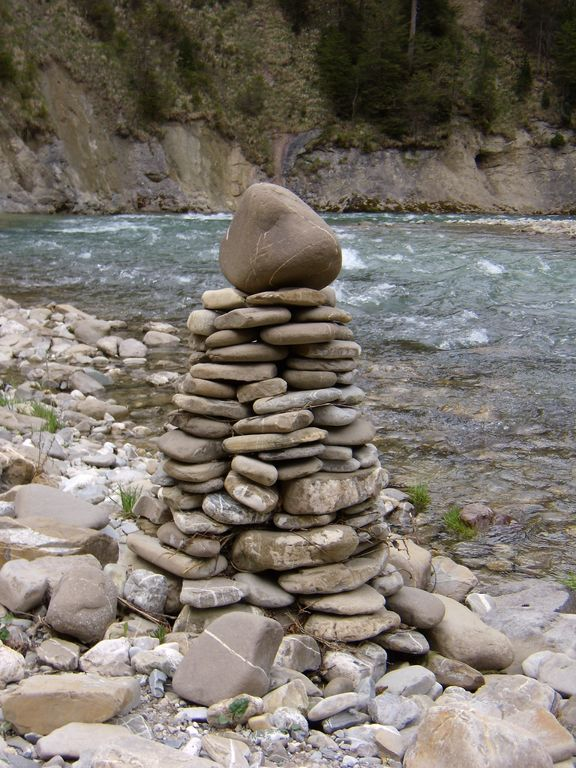
積み石

三途川の河原は「賽の河原」(さいのかわら) と呼ばれる。賽の河原は、親に先立って死亡した子供がその親不孝の報いで苦を受ける場とされる。そのような子供たちが賽の河原で、親の供養のために積石塚（cairn ケルン・ケアン）または石積みの塔を完成させると、供養になる。しかし完成する前に鬼が来て塔を破壊し、再度や再々度塔を築いてもその繰り返しになってしまうと言う。こうした俗信から「賽の河原」の語は、「報われない努力」「徒労」の意でも使用される。しかしその子供たちは、最終的には地蔵菩薩によって救済されるとされる。ただし、いずれにしても民間信仰による俗信であり、仏教とは本来関係がない。
賽の河原は、京都の鴨川と桂川の合流する地点にある佐比の河原に由来し、地蔵の小仏や小石塔が立てられた庶民葬送が行われた場所を起源とする説もあるが、仏教の地蔵信仰と民俗的な道祖神である賽（さえ）の神が習合したものであるというのが通説である。
中世後期から民間に信じられるようになった。室町時代の『富士の人穴草子』などの御伽草子に記載されているのが最も初期のものであり、その後、「地蔵和讃」、「西院（さいの）河原地蔵和讃」などにより広く知られるようになった。
この伝承から、石が多い湖畔や河原、海蝕洞内を含む海岸に、積み石や子供を救済するとされた地蔵菩薩像などが造られて「賽の河原」と呼ばれるようになった場所も、数カ所存在する。後述の恐山（青森県）のほか、新潟県の佐渡北部 (願地区)、島根県にある加賀の潜戸（くげど）などが有名である。

### 女性の渡河
10世紀中頃（平安中期）の日本の俗信として、「女性は死後、初めて性交をした相手に手を引かれて三途の川を渡る」というものがあった。また、『蜻蛉日記』の作者は、三途の川を女が渡る時には、初の男が背負うて渡るといった意味の歌を詠んでいる。こうしたことからも、平安時代の頃より三途の川信仰が多様に日本でアレンジされていたことが分かる。

## 比較神話学

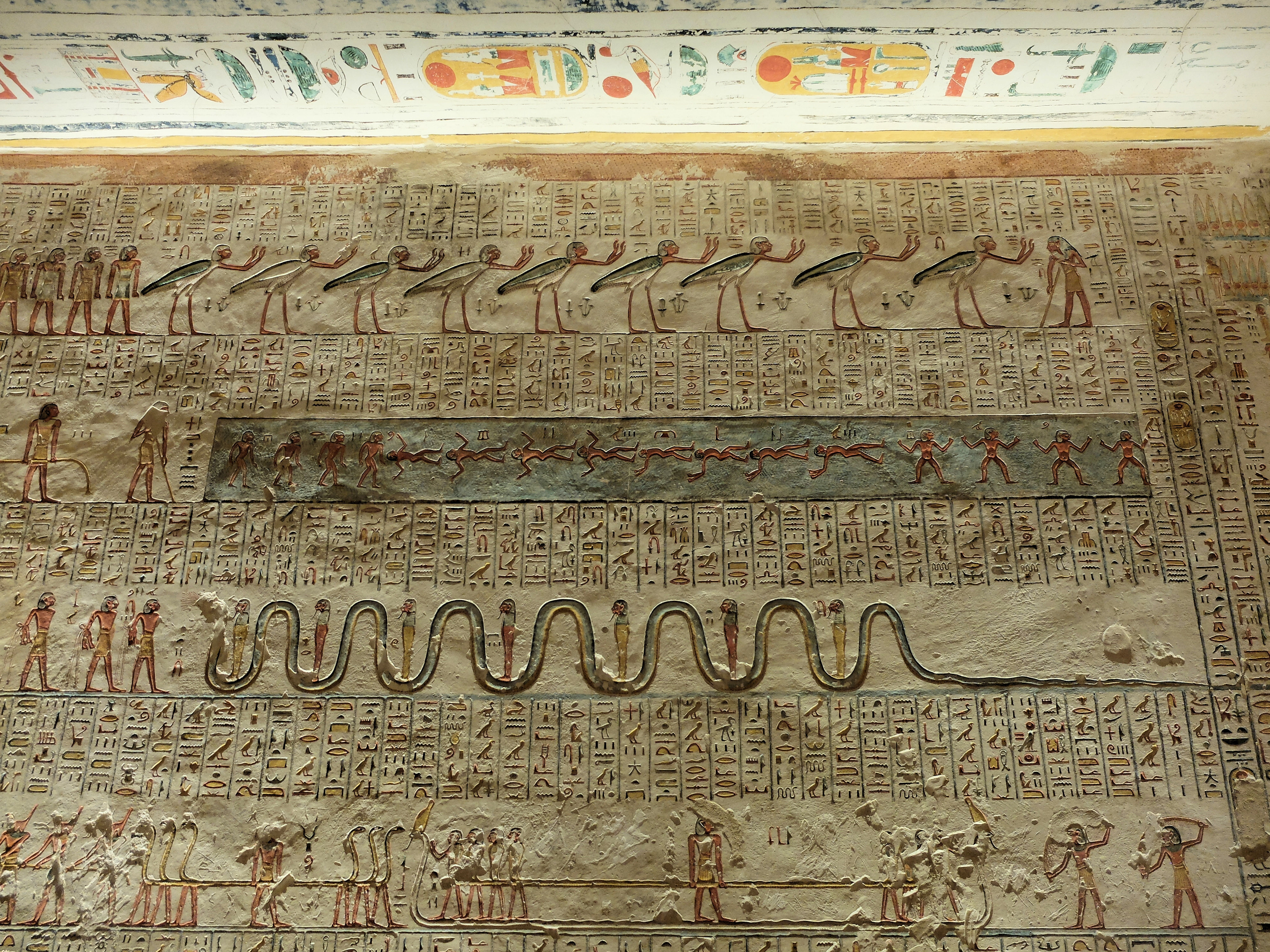
ラムセス6世王墓(KV9)より、死後の旅路の段階（ゲート）を説明した『門の書』を描いたもので、原初の水ヌンを渡る様子が描かれている。

中国民族伝承
中国の伝承では、忘川や奈河と呼ばれる。その上には奈河橋という橋があり牛頭馬頭が守衛をしている。奈河橋のたもとには忘却の神孟婆がいて、霊魂から記憶を消去する薬湯、孟婆湯を薬草と忘川の水から作っている。日本の地獄のイメージは、中国の民間伝承の閻魔大王を含む地府十王、奪衣婆・懸衣翁のイメージと仏教が混じった形で地獄のイメージが形成された。
北欧神話
北欧神話における、冥界と現世にかかる川としてギョッルがある。
メソポタミア文明
メソポタミア文明で地獄に流れる川としてHuburが挙げられる。ゾロアスター教では、善人と罪人を選別するチンワト橋を渡ることになる。
ギリシャ神話
ステュクスが三途川に類似した役割の川である。
インド、ヒンドゥー教の神話
死者は、死後にVaitarna River (mythological)という川を見る。善人には蜜が流れる川で、悪人には血が流れる川に見える。閻魔（ヤマ神）の町の南門に流れる。善人はわたる必要はなく、罪人は肉食獣や炎によって渡ることが難しい。罪人で寄付や善行、信仰心がある者は、険しい道のりを超えた先で船で渡される。
エジプト神話
死後の楽園アアルにつくまでに長く困難な旅を行う。死後の世界ドゥアトについて記されている宗教書の中で、太陽（太陽神ラー、ラーの化身ファラオ）が沈んだ後に地の底を通り再生するまでの物語がある。この中で、地の最も深い場所で原初の神であり海であるヌンから力をもらい復活することが記されている。また、『門の書』『アムドゥアト』などの中で、ヌンの中に漂う死者が描かれている。
また、ナイル川の東側（太陽が昇る方）は生きる者、西側（太陽が沈む方）は死者（来世）の世界とされた。
考古学（死とボート）
フィリピンの新石器時代の墓地から副葬品として二人の人間がボートに乗った形の蓋が付いた壺Manunggul Jarが出土した。バイキング時代には船を副葬品とする船葬墓が行われ、エジプトの王も死後の世界を移動するために太陽の船を副葬品とした。
創作
ペットが死んだあと、虹の橋の先で飼い主を待っているという散文が作られた。

## 実在の三途川

### 青森
青森県むつ市を流れる正津川の上流部における別名。青森県むつ市の霊場恐山は、宇曽利山湖を取り囲む一帯のことであるが、この宇曽利山湖から流出する正津川を別名で「三途川」と呼ぶ。河川名の「正津川」も、仏教概念における三途川の呼称のひとつである。宇曽利山湖の周辺には「賽の河原」と呼ばれる場所もあり、積み石がされている。

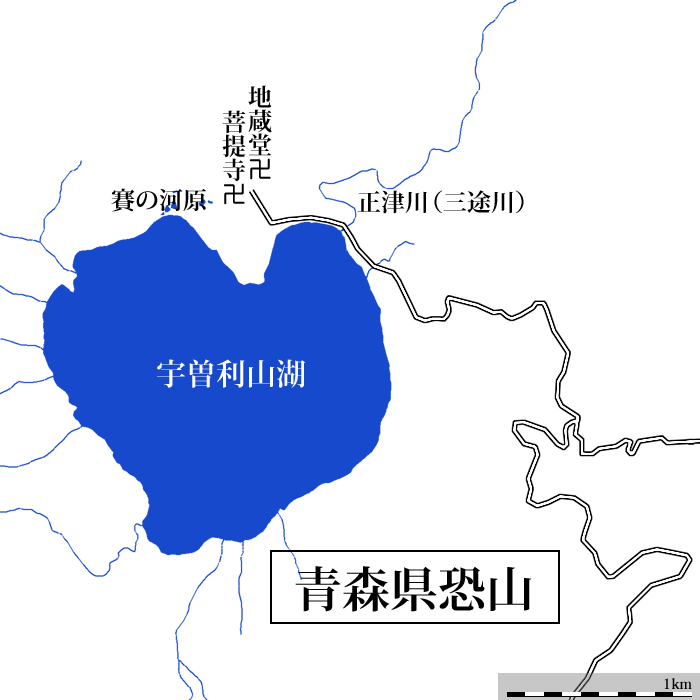
恐山を流れる「三途川」(青森県)
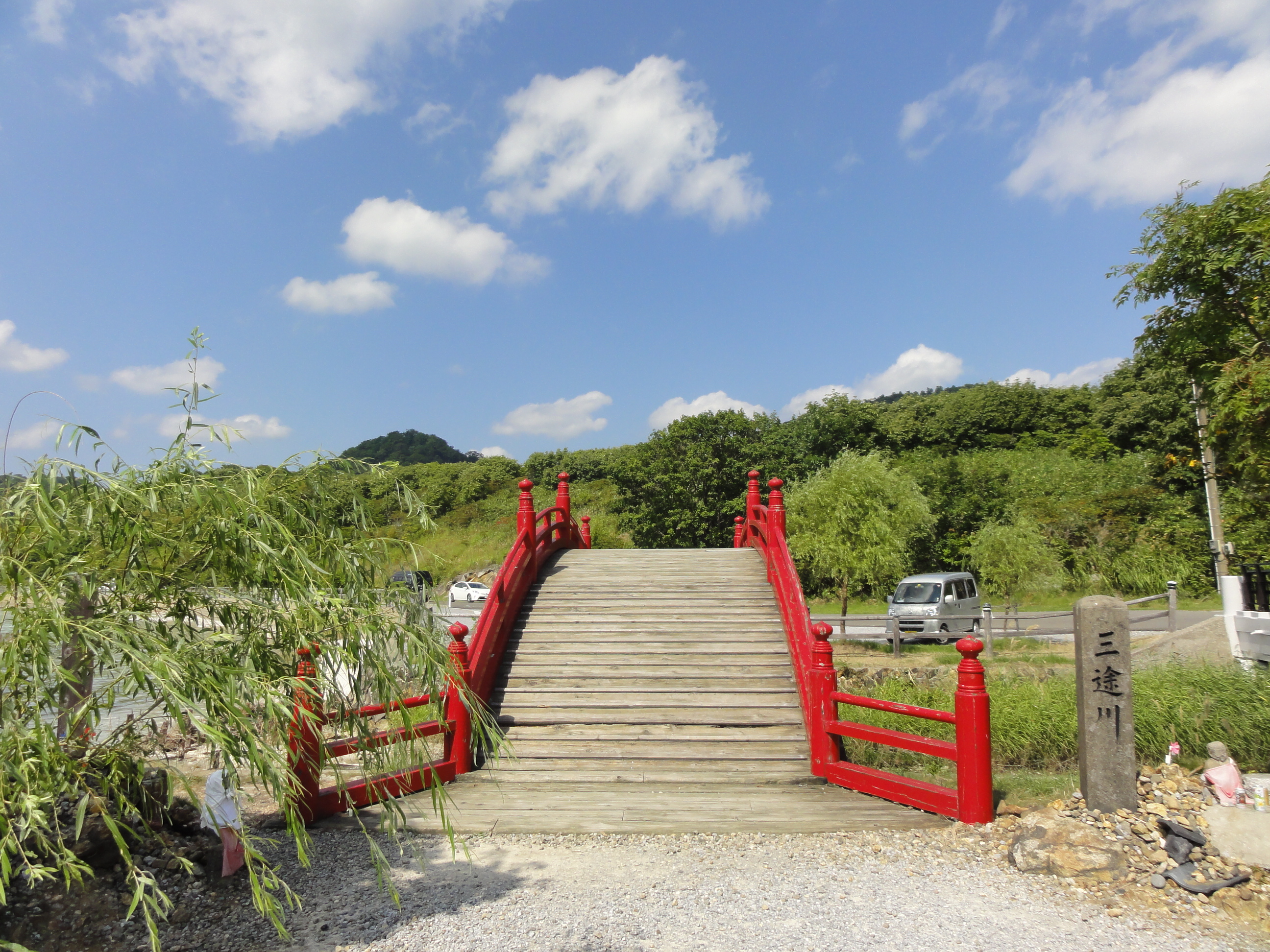
恐山へ向かう道にある「三途川」と太鼓橋

### 宮城
宮城県刈田郡蔵王町を流れる阿武隈川水系濁川支流の小河川。読みは「さんずのかわ」。宮城県刈田郡蔵王町賽ノ磧（さいのかわら）付近に源を発し、北東へ流れ柴田郡川崎町との境界付近で濁川に合流する。流路延長は約1.8キロである。賽ノ磧にある蔵王寺では、白鳳時代には山岳信仰がさかんで修験場となっており、現代では賽の磧延命地蔵尊がある。

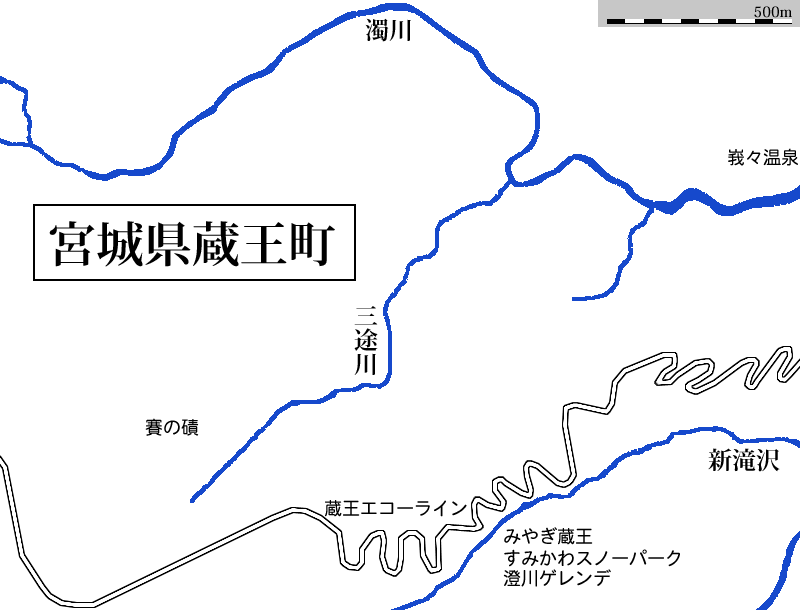
刈田郡蔵王町を流れる「三途川」(宮城県)

### 秋田
秋田県湯沢市を流れる雄物川水系高松川に「三途川渓谷」とその場所に架かる「三途川橋」がある。三途川の名の由来は諸説あるが、あの世と恐れられた川原毛地獄が近くにあることや、泥湯沢川・山葵沢川・桑ノ沢川という3つの川が交わることが関係している。
三途川渓谷の周辺の地質は三途川層と呼ばれる三途川カルデラ由来の湖底堆積物で、植物や昆虫といった化石が産出する特徴を持つ。これらの化石はジオスタ☆ゆざわで展示されている。
浸食作用により三途川渓谷を形作った高松川は酸性の性質を持つ「須川 (酸川)」と呼ばれている。これは高松川の支流である山葵沢川上流に強酸性の川原毛大湯滝の源泉があるためである。山葵沢川が合流した高松川下流は農業用水として利用できないため、山葵沢川合流前の高松川谷壁に隧道を掘って農業用水を確保している。

### 群馬
群馬県甘楽郡甘楽町を流れる利根川水系白倉川支流の「三途川」(さんずがわ, 北緯36度15分31秒 東経138度57分09秒 / 北緯36.258613度 東経138.952444度)。上信越自動車道甘楽パーキングエリアの南側付近に源を発し、北へ流れ白倉川に合流する。水源地から白倉川との合流地点までは約2.5 kmである。上信越自動車道のほか、国道254号（中仙道の脇街道）や上信電鉄などの橋がかかっている。国道254号の橋は「三途橋」という。この三途橋のたもとには、奪衣婆を祭った姥子堂がある。近くにある宝勝寺の末寺・西光院の本地堂で、伝・行基作の奪衣婆像が安置されている。
『群馬県北甘楽郡史』記載の伝承によれば、この河川名は行基が名づけたもので、行基は自身の作になる老婆像を残していったといい、地元の人々がその老婆像を尊び、堂を建て祀ったという。ただし行基作の像と堂は焼失し、のちに再興されたとする。1820年（文政3年）頃には、既に「三途川」と記録が残る。また現在の「三途橋」は「憂婆ヶ橋」と記載される。

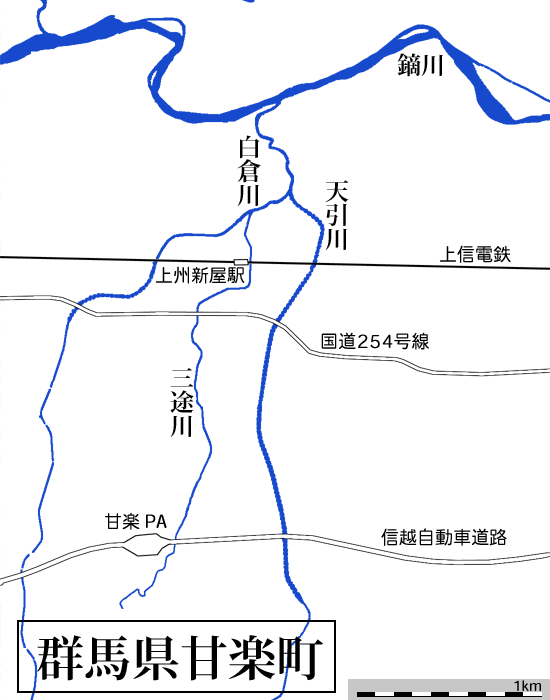
甘楽郡甘楽町を流れる「三途川」(群馬県)
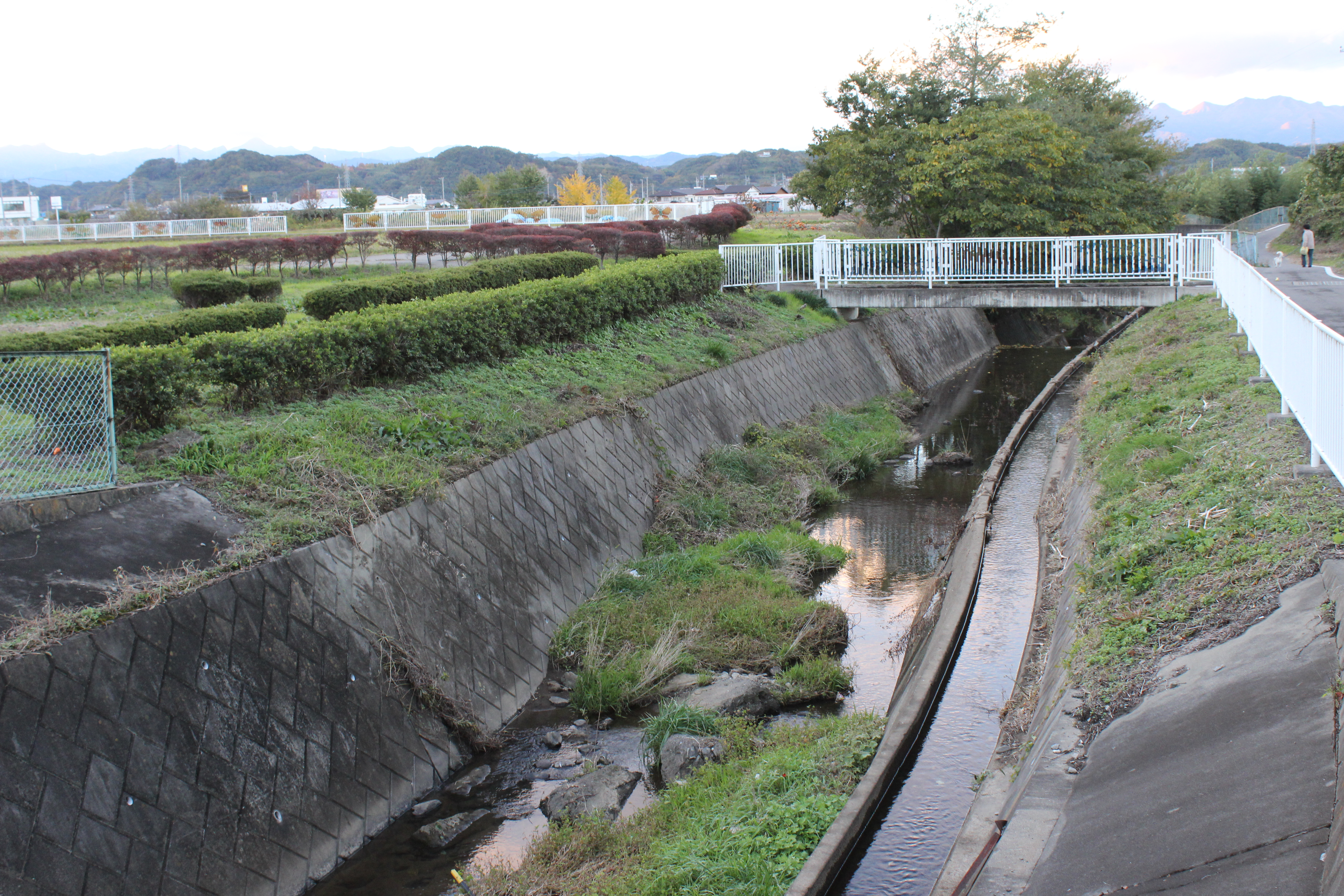
甘楽町の新屋小学校付近

### 千葉
千葉県長生郡長南町を流れる河川で、一宮川水系一宮川の支流。読みは「さんずがわ」。千葉県長生郡長南町千田字鍛冶屋谷に源を発し、途中で長生郡長南町蔵持から流れる裏川を合わせ、長生郡長南町と茂原市が接する付近で一宮川に合流する。水源地から一宮川との合流地点までは約4.5キロで、その間で国道409号線と3回交差する。

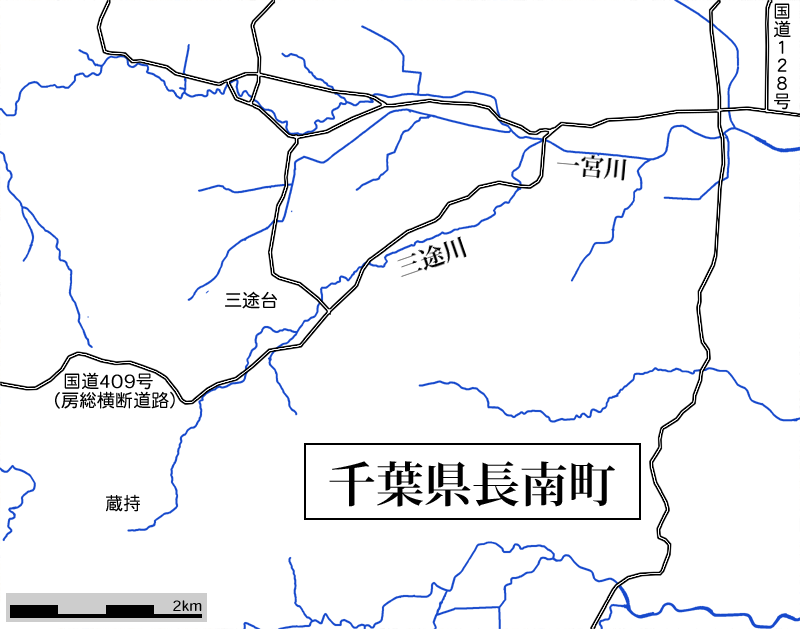
長生郡長南町を流れる「三途川」(千葉県)

### 高知
『大言海』の記載や『古今集』所載の小野篁の歌によると、高知県にある四万十川の異名「渡川」(わたりがわ) は、「三途川」の同義語である。古代に土佐では人を罰する際に、この川より西の具同や中筋の方面に流刑する「渡川限り」という罪名があり、明治初頭まで続けられたと言われる。